# Денвер (Индијана)
Денвер (енгл. Denver) град је у америчкој савезној држави Индијана.

## Демографија
По попису из 2010. године број становника је 482, што је 59 (-10,9%) становника мање него 2000. године.
| Група             | 2000.       | 2010.       |
| Белци             | 533 (98,5%) | 470 (97,5%) |
| Афроамериканци    | 0 (0,0%)    | 1 (0,2%)    |
| Азијати           | 0 (0,0%)    | 0 (0,0%)    |
| Хиспаноамериканци | 2 (0,4%)    | 6 (1,2%)    |
| Укупно            | 541         | 482         |